# Idegen az ismeretlenben (Lost)
A Idegen az ismeretlenben egy epizód a Lost c. televíziós sorozatban.
|  | Alább a cselekmény részletei következnek! |

Az előző rész tartalmából:
A másik szigeten, miközben Jack sakkban tartotta a Többieket, Sawyer és Kate elmenekült. Útjukat Alex segítette. Juliet utánuk eredt, és a parton végzett Dannyvel, aki le akarta lőni a túlélőket. A Többiek között kiszivárgott, hogy Juliet megbízta a dokit, hogy végezzen Bennel.
A folytatás:
Sawyer, Kate és Karl egy kis tutajjal próbálnak eljutni a szigetükre. Kate aggódik a doki miatt és vissza akar menni. Sawyer nem tartja jó ötletnek, hogy akcióba lépjenek, hiszen ketten esélytelen küzdelmet vennének fel a Többiek ellen. Ben elviszi a dokit egy másik helyre, pontosabban oda, ahol korábban Sawyer raboskodott, a medve ketrecébe. Útközben Jack észreveszi Juliet-et, akit elkaptak és Jack helyére kísérik.
Az első visszaemlékezésben a doki Phuketben tartózkodik. Szabadságolta magát és elutazott Thaiföldre. Egy kis vityillóból jön ki és egyből elkapja egy kissrác, aki üdítővel tukmálja. Jack ezután megpróbál egy sárkányrepülőt összerakni, de nem igazán megy neki. Egy lány megsajnálja és segít összerakni a sárkányrepülőt. A lány neve Achara.
A szigeten Jack nyugtalan az új kalitkájában. Tom visz neki ennivalót, amit nem Juliet készített. A dokinak egyből feltűnik, hiszen nincs benne fogpiszkáló. Jack az idősebb hölgy iránt érdeklődik, akit az épületben látott. Tom közli, hogy ő amolyan seriff. Tom elmondja a dokinak, hogy Juliet bajban van, hiszen megölte egy társukat, miközben Sawyer és Kate elmenekült. Tom próbál beszélgetni a dokival, de Jack szóra se méltatja. A szigethez közel, Sawyer úgy gondolja, hogy ki kell menniük a partra. Kate nemtetszését fejezi ki, hiszen a tutajjal megkerülhetnék a szigetet és a partjukhoz juthatnának. Sawyer közli vele, hogy valahol éjszakázniuk kell. A szigetre kiérve Sawyer és Kate egyre többet vitatkoznak egymással. Kate kiszedi Karlból, hogy a szigetükön projekteken dolgoznak, de hogy miféléken, azt nem. Valamint azt is, hogy ezen a szigeten laknak. Az este beálltával Jack egyre türelmetlenebb Juliet miatt. Juliet megjelenik nála és arra kéri a dokit, hogy vizsgálja meg Bent, mert a sebe elfertőződött. Jack-et nem érdekli.
A következő visszaemlékezésben Jack és Achara együtt ebédel. A sárkányrepülő kapcsán a doki elkezd az apjáról beszélni, de Achara félbeszakítja, mert nem érdekli a doki családja. Az ebédet egy fickó zavarja meg, aki Acharanak visz egy borítékot. Achara azonnal a táskájába gyömöszöli a borítékot. A lány egy ajándékot említ meg a dokinak.
A Többiek szigetén a doki tétlenkedik. Nem sokkal később meglátogatja az a nő, aki állítólag a Többiek serifje. A nő felfigyel a doki tetoválására és szerinte a szöveg egy kicsit ironikus. A nő lefordította és szerinte azt jelenti, hogy "Köztünk jár, de nem közénk való." A nő Isabelként mutatkozik be és közli a dokival, hogy vele kell tartania, mert tisztázni akarnak néhány kérdést Juliettel kapcsolatban. Miután a dokit bevitték a Hidrába, megkérdezik tőle, hogy Juliet, megkérte e rá, hogy végezzen Bennel. A doki mindent tagad. Jack elmondja, hogy csak össze akarta zavarni az embereket, hogy a zűrzavarban Sawyer és Kate megszökhessen. Isabel egyből tudja, hogy a doki hazudik.
A következő visszaemlékezésben a doki és Achara egy kellemes estét töltenek együtt.
A szigeten Jack magához tér, de most egy másik ketrecben tartják fogva. amikor szétnéz, észreveszi, hogy idegen emberek figyelik. A doki ideges lesz. Ekkor odamegy hozzá Cindy és próbálja lecsitítani. Jack felismeri a nőt a repülőgépről. Amikor a doki kérdőre vonja mit keresnek itt, akkor Cindy tudatja vele, hogy figyelnek. Egy kislány lép hozzájuk és meg szeretné tudni, hogy Ana Lucia jól van e. A kislány nem más mint Emma, akit a zuhanás éjszakáján raboltak el a Többiek. Amikor Jack fülébe jut el a kérdés, akkor bepipul és elzavarja őket. A másik szigeten Kate felébred és azonnal riasztja Sawyert, hogy Karl eltűnt. Sawyer megleli a zokogó fiút és próbálja a maga módján megvigasztalni. A fiú szerelmes és nem tudja mit tegyen. Sawyer utasítja, hogy menjen vissza Alexért és szerezze vissza. Alex eközben meglátogatja a dokit, de előtte elintézi a kamerát, hogy nyugodtan tudjanak beszélgetni. A lány leteremti Jacket, hogy megmentette azt aki miatt szenved. A doki viszont a lánytól szeretné megtudni, mi van Juliettel. Alex elmondja, hogy Juliet a bíróságon van, ahol halálra ítélhetik. A doki azonnal cselekedni akar és megkéri Alexet, hogy vigye le Benhez. Jack bejut Benhez és arra kéri, hogy ne ítéljék el Julietet. Ha így tesz akkor segít neki, hogy ne nyomorodjon meg. Ben kér egy papírt, amire leírhatja a felmentő parancsolatát.
A következő visszaemlékezésben a doki követi a bárból távozó Acharát. A lány egy tetoválószalonba tartott, ahova bemegy a doki is. Achara nem tartja jó ötletnek, hogy Jack itt tartózkodik. A lány felfedi, hogy ő az emberekbe lát. A doki azt szeretné, hogy feltetoválja rá, amit róla lát. A lány ellenkezik de a doki erősködik, hogy mindenféleképp ezt akarja. A lány figyelmezteti, hogy ennek lesznek következményei. Jack a lány szerint egy vezér, egy nagy ember.
A szigeten Jack megpróbálja félbeszakítani Juliet tárgyalását, és Alex segítségével eljutnak a tárgyalóteremhez. Tom lerohanja a dokit, mivel neki semmi keresni valója itt. Isabel átveszi Ben levelét és tudomásul veszi, hogy Juliet kivégzése elmarad. Viszont meg kell bélyegezni a nőt.
A következő visszaemlékezésben a doki elhagyja a vityillóját, ám a kisfiú, aki korábban a frissítőt vitte neki, most elszalad. Pár pillanat múlva Achara testvére és pár haverja megjelenik a dokinál. A srác megnézi a doki karját és amikor meglátják a tetkóját, jól megverik. A srác megfenyegeti a dokit, hogy takarodjon el az országból, különben megbánja.
A szigeten Jack megpillantja Julietet, aki épp szendvicset visz neki. Jack meg szeretné nézni a bélyeget, amit a lányra nyomtak. Jack egy növénnyel kezeli le az égési nyomot. Juliet tudni szeretné, Jack miért segített neki. A doki elmondja, hogy Ben megígérte neki, hogy mindketten hazamehetnek. Ezt az ígéretet pedig ketten be fogják hajtani a fickón. Juliet szerint hamarosan a túlélők megtalálhatják ezt a helyet és így el fognak menni a táborukba, ahol élnek. A másik szigeten Sawyer közli Kate-tel, hogy elengedte Karlt. Kate kifakad. Sawyer szerint Kate egyáltalán nem Jack miatt ilyen feszült, hanem azért mert bűntudata van az együtt töltött délután miatt. Azt hitte, hogy meg fognak halni és ezért feküdt le vele.
A dokit elkísérik a partra, ahova már Bent is kicipelték egy hordágyon. Isabel elmondja a dokinak, hogy mit jelent a tetoválása: „Köztünk jár, de nem közénk való.” A doki szerint valóban ezt írja, de nem azt jelenti. Ben, Juliet és a doki is felkerül a tutajra, ami kiviszi őket egy hajóra. Kate és Sawyer az este beálltával haladnak tovább a táboruk felé. Karl és Alex az eget kémlelik. Juliet és Jack pedig a nyílt vízen hajóznak az ismeretlenbe. De mi lesz az úti cél?
|  | Itt a vége a cselekmény részletezésének! |